# ムスターファ (クイーンの曲)
「ムスターファ」（Mustapha）は、イギリスのロックバンド、クイーンの楽曲。作曲はフレディ・マーキュリー。曲は1978年のアルバム『ジャズ』の最初のトラックであり、サーカス・マガジンにより、「アップテンポなヘブライ風ロック」として分類された。

## 解説
ムスターファは、1979年に西ドイツ、スペイン、ユーゴスラビア、ボリビアでシングルとしてリリースされた。シングルのB面は、ドイツ、スペインでは「デッド・オン・タイム」、ユーゴスラビア、ボリビアでは「セヴン・デイズ」がリリースされた。また、4つある全てのバージョンのカバーは、それぞれ異なっている。
歌詞は、英語、アラビア語、ペルシャ語で歌われている。

## シングル収録曲

### ドイツ盤・スペイン盤
1. ムスターファ - Mustapha (Mercury)
2. デッド・オン・タイム - Dead On Time (May)

### ユーゴスラビア盤・ボリビア盤
1. ムスターファ - Mustapha (Mercury)
2. セヴン・デイズ - In Only Seven Days (Deacon)

## 担当
- フレディ・マーキュリー - リード・ヴォーカル、コーラス、ピアノ
- ブライアン・メイ - エレクトリック・ギター
- ロジャー・テイラー - ドラムス、ベル
- ジョン・ディーコン - ベースギター